# NGC 7612
NGC 7612 ist eine Linsenförmige Galaxie vom Hubble-Typ S0 im Sternbild Pegasus am Nordsternhimmel. Sie ist schätzungsweise 150 Millionen Lichtjahre von der Milchstraße entfernt und hat einen Durchmesser von etwa 70.000 Lichtjahren. Vom Sonnensystem aus entfernt sich die Galaxie mit einer errechneten Radialgeschwindigkeit von näherungsweise 3.200 Kilometern pro Sekunde.
Das Objekt wurde am 26. Mai 1863 vom deutsch-dänischen Astronomen Heinrich d’Arrest entdeckt.

## Galaktisches Umfeld
| Nr. | Galaxie          | Alternativname          | Rek           | Dek           | Distanz/asec |
| --- | ---------------- | ----------------------- | ------------- | ------------- | ------------ |
| →   | NGC 7612         | LEDA/PGC 71089          | 23h19m44.20s  | +08d34m35.0s  | 0            |
| 1   | LEDA/PGC 197668  | 2MASX J23194723+0836109 | 23h19m47.24s  | +08d36m11.0s  | 106.01       |
| 2   | LEDA/PGC 71091   | NSA 151147              | 23h19m54.928s | +08d33m38.49s | 168.64       |
| 3   | LEDA/PGC 197667  | 2MASX J23193509+0836395 | 23h19m35.10s  | +08d36m39.9s  | 184.22       |
| 4   | LEDA/PGC 1350351 | NSA 151158              | 23h20m08.0s   | +08d37m07s    | 381.89       |
| 5   | NGC 7615         | LEDA/PGC 71097          | 23h19m54.44s  | +08d23m57.9s  | 654.78       |
| 6   | LEDA/PGC 1344694 | 2MASX J23193750+0819595 | 23h19m37.51s  | +08d19m59.6s  | 880.62       |
| 7   | NGC 7608         | LEDA/PGC 71055          | 23h19m15.33s  | +08d21m00.5s  | 920.10       |
| 8   | NGC 7623         | LEDA/PGC 71132          | 23h20m30.019s | +08d23m44.94s | 940.27       |
| 9   | NGC 7621         | LEDA/PGC 71129          | 23h20m24.62s  | +08d21m58.7s  | 964.61       |